# Película de misterio

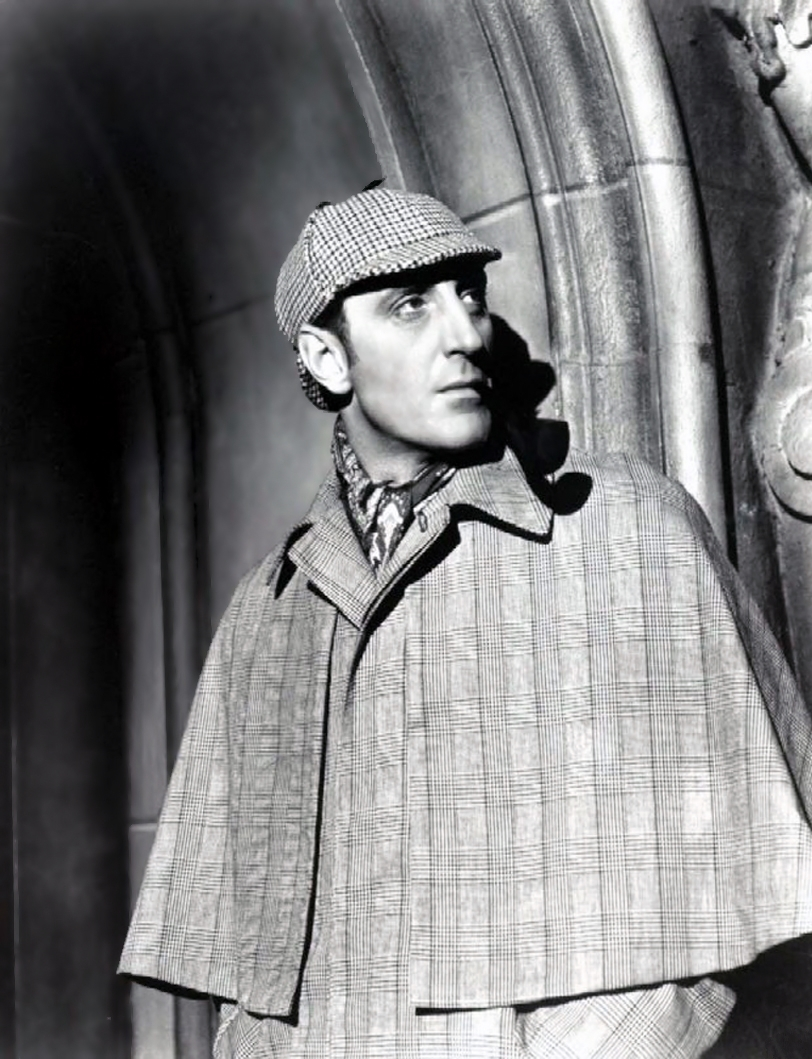
Basil Rathbone como Sherlock Holmes

Una película de misterio es un género cinematográfico que gira en torno a la solución de un problema o un crimen. Se centra en los esfuerzos del detective, investigador privado o detective aficionado para resolver las misteriosas circunstancias de un problema por medio de pistas, investigación y deducción inteligente.
La trama a menudo se centra en la habilidad deductiva, la destreza, la confianza o la diligencia del detective mientras intenta desentrañar el crimen o la situación reuniendo pistas y circunstancias, buscando pruebas, interrogando a testigos y rastreando a un criminal.
El suspenso a menudo se mantiene como un elemento importante de la trama. Esto se puede lograr mediante el uso de la banda sonora, ángulos de cámara, sombras densas y giros sorprendentes en la trama. Alfred Hitchcock usó todas estas técnicas, pero a veces permitía que la audiencia entrara en una amenaza pendiente y luego alargaba el momento para lograr un efecto dramático.
Este género ha abarcado desde los primeros cuentos de misterio, historias de detectives ficticias o literarias, hasta los clásicos thrillers de suspenso de Hitchcock y las películas clásicas de detectives privados. Un subgénero cinematográfico relacionado son las películas de espías.

## Definición y características
Las películas de misterio se centran principalmente en resolver un crimen o un rompecabezas. El misterio generalmente gira en torno a un asesinato que luego debe ser resuelto por policías, detectives privados o detectives aficionados. Al espectador se le presenta una serie de posibles sospechosos, algunos de los cuales son "pistas falsas", personas que tienen el motivo para cometer el crimen pero que en realidad no lo cometieron, e intenta resolver el rompecabezas junto con el investigador. A veces, al espectador se le presenta información que no está disponible para el personaje principal. El personaje central suele explorar el crimen no resuelto, desenmascara al perpetrador y pone fin a los efectos de la villanía.
La exitosa película de misterio se adhiere a uno de dos tipos de historias, conocidas como abiertas y cerradas. El misterio cerrado (o novela policíaca ) oculta la identidad del perpetrador hasta el final de la historia, agregando un elemento de suspenso durante la detención del sospechoso, ya que la audiencia nunca está segura de quién es. El misterio abierto (o howcatchem), por el contrario, revela la identidad del perpetrador en la parte superior de la historia, mostrando el "crimen perfecto" que la audiencia luego ve al protagonista desentrañar, generalmente al final de la historia, similar a las escenas de inauguración en el estilo Cerrado.
Las novelas de misterio han demostrado ser un buen medio para la traducción al cine. El detective a menudo forma un personaje principal fuerte, y las tramas pueden incluir elementos de drama, suspenso, desarrollo de personajes, incertidumbre y giros inesperados. Los escenarios del cuento de misterio son a menudo de una variedad mundana, que requieren pocos efectos especiales costosos. Los escritores de novelas de misterio exitosos pueden producir una serie de libros basados en el mismo personaje detective, proporcionando material rico para las secuelas.
Hasta al menos la década de 1980, las mujeres en las películas de misterio a menudo han desempeñado un papel doble, brindando una relación con el detective y, con frecuencia, desempeñando el papel de mujer en peligro. Las mujeres de estas películas suelen ser personas ingeniosas, autosuficientes, decididas y con la misma frecuencia engañosas. Pueden proporcionar los desencadenantes de los eventos que siguen o servir como elemento de suspenso como víctimas indefensas.

## Historia

### Influencias literarias
Las primeras películas de misterio se remontan a la época del cine mudo. La primera película de detectives se cita a menudo como Sherlock Holmes Baffled, un rollo de mutoscopio muy corto creado entre 1900 y 1903 por Arthur Marvin. Es la primera película conocida que presenta al personaje del detective Sherlock Holmes, aunque en una forma apenas reconocible.
En Francia, las populares novelas de detectives de Nick Carter inspiraron la primera serie de películas, Nick Carter, le roi des détectives (1908). Esta serie de seis episodios fue seguida por Nouveaux aventures de Nick Carter en 1909. Louis Feuillade creó la muy popular serie Fantômas (1913-1914) basada en la novela en serie más vendida sobre un súper criminal perseguido por un obstinado inspector de la Juve. Dujardin usa una máscara y un traje similar al de Fantomas en un aparente homenaje en El artista, una película nostálgica de 2011 sobre el cine mudo. Las series de detectives posteriores de Feuillade incluyen The Vampires (1915), Judex (1916), Tih Minh (1918) y Barrabas (1919). Las películas de Feuillade, que combinaban realismo, imaginería poética y pura fantasía, influyeron en la estadounidense The Perils of Pauline (1914), en directores como René Clair y en surrealistas como André Breton.
Las primeras películas de verdadero misterio incluyen The Gold Bug (1910), también de Francia, y The Murders in the Rue Morgue (1914). Ambos se derivan de historias de Edgar Allan Poe, lo cual es apropiado ya que a Poe se le atribuye a menudo la creación de la ficción detectivesca moderna, así como el primer personaje de detective privado, C. Auguste Dupin. Universal Pictures lo rebautizó como Pierre Dupin en Murders in the Rue Morgue (1932), un misterio de terror atmosférico protagonizado por Bela Lugosi. La película se rehízo dos veces más en 1953 y 1971. La segunda historia de Dupin de Poe, El misterio de Marie Rogêt, fue filmada en 1942. Más recientemente, The Raven (2012) presentó un relato ficticio de los últimos días de la vida de Poe. Aquí, el autor persigue a un misterioso asesino en serie cuyos asesinatos están directamente inspirados en sus historias.
La novela inconclusa de Charles Dickens El misterio de Edwin Drood (1870) fue completada por otro autor y eventualmente adaptada a la pantalla. En 1909 y 1914 se realizaron dos películas, que ahora se creían perdidas. Universal produjo El misterio de Edwin Drood (1935). La historia se rehízo de nuevo en 1993. Universal, conocida principalmente por su larga lista de películas de terror clásicas, también creó quizás el primer híbrido de terror sobrenatural y misterio con Night Monster (1942).
A la autora estadounidense Mary Roberts Rinehart (1876-1958) se le atribuye la invención de la escuela de escritura de misterio "Había-pero- sabía" (así como la frase "El mayordomo lo hizo"). Su novela (y obra de teatro) de "vieja casa oscura" de 1920, The Bat, fue filmada como The Bat (1926), como The Bat Whispers (1930), y por tercera vez una nueva versión, The Bat (1959), protagonizada por Vincent Price. Otra película basada en una obra de teatro, El gato y el canario (1927), fue pionera en el género de "comedia y misterio". Rehecho varias veces, incluida una versión con Bob Hope lanzada en 1939.
Sin duda, el más famoso de los detectives aficionados que aparecen en la gran pantalla es el arquetípico Sherlock Holmes. Desde 1903, Holmes ha sido interpretado por multitud de actores en más de 200 películas. Quizás la primera comedia de detectives sea Sherlock Jr. (1924) de Buster Keaton. Hasta hace poco, la única serie hecha en Estados Unidos estaba protagonizada por Basil Rathbone y Nigel Bruce como Holmes y el Dr. Watson. Juntos realizaron 14 películas entre 1939 y 1946. Los dos primeros, en 20th Century Fox, eran misterios de época ambientados en la era victoriana tardía de las historias originales. Con la tercera película, Sherlock Holmes y la voz del terror (1942), ahora retomada por Universal Studios, Holmes fue actualizado hasta nuestros días. Varias películas trataron sobre la Segunda Guerra Mundial y cómo frustrar a los espías nazis.
La novelista policiaca Dorothy L. Sayers (1893-1957) creó al detective aristocrático británico arquetípico Lord Peter Wimsey en 1923. Peter Haddon interpretó a Wimsey por primera vez en The Silent Passenger (1935), escrita por Sayers específicamente para la pantalla. Esto fue seguido por Busman's Honeymoon (1940), también lanzado como Haunted Honeymoon, con Robert Montgomery como Wimsey. Más tarde, Montgomery también interpretaría al detective Philip Marlowe de Raymond Chandler en La dama del lago (1947).
El sello The Crime Club de Doubleday publicó una variedad de novelas de misterio que también inspiraron un programa de radio. Universal Pictures llegó a un acuerdo para producir una serie de 11 películas de misterio de Crime Club estrenadas entre 1937 y 1939. Estos incluyen El caso Westlake (1937) y El misterio de la habitación blanca (1939).
Otros sabuesos literarios que fueron llevados a la pantalla incluyen a Charlie Chan, Ellery Queen, Nancy Drew, Nero Wolfe, y Miss Marple y Hercule Poirot de Agatha Christie. Hasta la fecha se han realizado 32 películas y decenas de adaptaciones televisivas basadas.

### Período clásico: la década de 1930
Algunas películas mudas de Charlie Chan, ahora perdidas, se produjeron en la década de 1920. A partir de 1929, la unidad de imágenes B de Fox Film Corporation (más tarde parte de 20th Century Fox) comenzó una serie de 28 películas de Charlie Chan comercialmente exitosas. (Monogram Pictures continuó la serie de 1944 a 1949 con 17 entradas más.) El éxito de las películas de Chan llevó a Fox a contratar al actor exiliado Peter Lorre para interpretar al detective japonés Mr. Moto en 8 películas entre 1937 y 1939. Monogram respondió creando su propio detective oriental caballeroso, el Sr. Wong, adaptado de una historia de Hugh Wiley. Comenzando con Mr. Wong, Detective, Boris Karloff interpretó a Wong en 5 de 6 películas producidas entre 1938 y 1941.
En los estudios de Warner Brothers, las novelas de Perry Mason de Erle Stanley Gardner se adaptaron fielmente en una serie de seis películas de 1934 a 1937. La mayoría de estos colocaron al abogado cruzado en una historia policiaca estándar de misterio de asesinato. Warner Bros. también creó las películas de Torchy Blane, que se destacaron por presentar a una de las pocas detectives femeninas en una serie. Comenzando con Smart Blonde, Glenda Farrell interpretó a la atrevida reportera de noticias que resuelve misterios en 8 de 9 películas realizadas entre 1936 y 1939. Otra película novedosa es When Were You Born (1938) con la actriz china Anna May Wong como una astróloga que ayuda a resolver un asesinato usando su talento para observar las estrellas.
RKO compró los derechos de una historia de Hildegarde Withers de Stuart Palmer y lanzó una serie de seis películas que comenzó con The Penguin Pool Murder (1932). Edna May Oliver interpretó a Withers, una maestra de escuela aficionada a la investigación que se involucra con un inspector de policía. La última película se estrenó en 1937.
Las novelas de detectives Philo Vance de SS Van Dine inspiraron 15 largometrajes estrenados entre 1929 y 1947. The Canary Murder Case (1929), protagonizada por William Powell como Vance, ha sido llamada la primera película de detectives moderna. Inicialmente hecha como una película muda, se convirtió en un cine sonoro a mitad de la producción. (La coprotagonista Louise Brooks fue incluida en la lista negra de Paramount Pictures después de negarse a regresar a Hollywood para doblar su diálogo. ) Powell interpretó al afable detective de Nueva York en las tres primeras películas. Un Basil Rathbone anterior a Sherlock Holmes interpretó a Vance en la cuarta película. Powell regresó una vez más para el quinto largometraje, el muy respetado The Kennel Murder Case (1933), producido por Warner Brothers.
Luego, Powell consiguió su papel característico interpretando al igualmente afable Nick Charles junto a Myrna Loy como su despreocupada esposa "Nora" en la serie Thin Man . Seis películas en total fueron producidas por Metro-Goldwyn-Mayer desde 1934 hasta 1947. Basado en la novela The Thin Man de Dashiell Hammett, estos eran juegos ingeniosos y sofisticados que combinaban elementos de la película de comedia loca dentro de una compleja trama de misterio de asesinato. En medio de esta serie, RKO contrató a Powell y Jean Arthur para The Ex-Mrs. Bradford (1936), una alegre comedia de misterio que reprodujo con éxito la fórmula Thin Man de MGM. Warner Brothers respondió con una comedia similar, Paso a paso en la oscuridad (1941), con Errol Flynn interpretando a un corredor de bolsa casado que lleva una doble vida como escritor de misterio/detective.
Muchas de las películas de este período, incluida la serie Thin Man, concluyeron con un desenlace detectivesco explicativo que rápidamente se convirtió en un cliché cinematográfico (y literario). Con los sospechosos reunidos, el detective anunciaba dramáticamente que "¡El asesino está en esta misma habitación!" antes de repasar las diversas pistas que revelaron la identidad del asesino.
También hubo una gran cantidad de misterios de "vieja casa oscura" de bajo presupuesto basados en una fórmula estándar (una noche oscura y tormentosa, la lectura de un testamento, pasadizos secretos, una serie de asesinatos extraños, etc.) que eran una trama, más bien que impulsado por estrellas. Algunos ejemplos típicos son The Cat Creeps (1930), una nueva versión de The Cat and the Canary, The Monster Walks (1932), Night of Terror (1933) con Bela Lugosi y One Frightened Night (1935).
La década de 1930 fue la era del elegante caballero detective que resolvía asesinatos de misterio de salón usando su ingenio en lugar de sus puños. La mayoría eran detectives aficionados acomodados que resolvían crímenes para su propia diversión, no portaban armas y, a menudo, tenían rasgos de personalidad peculiares o excéntricos. Este tipo de luchador contra el crimen pasó de moda en la década de 1940 cuando se adaptó al cine una nueva generación de detectives privados profesionales duros y duros basados en las novelas de Dashiell Hammett, Raymond Chandler y una gran cantidad de imitadores.

### Las décadas de 1940 y 1950
Con el inicio de la Segunda Guerra Mundial, las películas policiacas y los melodramas en particular adquirieron repentinamente un tono oscuro de cinismo y desesperación que no había existido en los optimistas años treinta. Eventualmente, este ciclo de películas (que abarca varios géneros) sería llamado cine negro por los críticos de cine franceses. Las historias pesimistas y poco heroicas sobre la codicia, la lujuria y la crueldad se convirtieron en el centro del género de misterio. Películas sombrías y violentas protagonizadas por detectives privados cínicos que vestían gabardinas y que eran casi tan despiadados como los criminales a los que perseguían se convirtieron en el estándar de la industria. El sabueso rico y aristocrático de la década anterior fue reemplazado por el áspero sabueso de la clase trabajadora. Humphrey Bogart se convirtió en el shamus definitivo del cine como Sam Spade en The Maltese Falcon (1941) de Hammett y como Philip Marlowe en The Big Sleep (1946) de Chandler. Dick Powell también dejó una impresión imborrable como Marlowe en el clásico Murder, My Sweet (1944), adaptado de Chandler's Farewell, My Lovely . The Falcon Takes Over (1942), protagonizada por George Sanders, también se basó en la misma novela.
Lady in the Lake (1947), de la novela de Raymond Chandler, protagonizada por Robert Montgomery, quien también dirigió. Esta película fue filmada en su totalidad desde el punto de vista de Marlowe. El público ve sólo lo que él hace. Montgomery solo aparece en cámara unas pocas veces, una vez en un reflejo de espejo. Otra novela de Chandler, The High Window, se convirtió en la película The Brasher Doubloon (también de 1947), protagonizada por George Montgomery . Esto fue esencialmente una nueva versión de Time to Kill (1942), una aventura de Michael Shayne protagonizada por Lloyd Nolan . Chandler también escribió un guion original para The Blue Dahlia (1946), protagonizada por Alan Ladd. The Glass Key (1942), también protagonizada por Ladd, fue la segunda adaptación cinematográfica de la novela de Hammett.
Otra película destacada de este período es Out of the Past (1947), protagonizada por Robert Mitchum, quien tres décadas después interpretaría a Philip Marlowe. Laura (1944), de Otto Preminger, es también un misterio de asesinato clásico que presenta a Dana Andrews como una detective de policía solitaria.
El detective de novelas pulp Nick Carter regresó en una trilogía de películas estrenadas por MGM protagonizada por Walter Pidgeon: Nick Carter, Master Detective (1939), Sky Murder (1940) y Phantom Raiders (1940). Columbia produjo una serie, Chick Carter, Detective (1946). El personaje principal se cambió al hijo de Nick Carter ya que el estudio no podía permitirse los derechos para producir una serie de Nick Carter. Las novelas policíacas de Baynard Kendrick sobre el detective privado ciego Mac Maclain se convirtieron en dos películas protagonizadas por Edward Arnold, Eyes in the Night (1942) y The Hidden Eye (1945).
El popular programa de radio The Whistler se convirtió en una serie de 8 películas de misterio de 1944 a 1948. Richard Dix presentaba las historias y alternaba entre interpretar a un héroe, un villano o una víctima de las circunstancias. En Mysterious Intruder (1946), fue un detective privado. Fue una de las pocas series en ganar aceptación tanto de público como de crítica. Otro drama radiofónico, I Love a Mystery (1939-1944), sobre una agencia de detectives privados, inspiró tres películas protagonizadas por Jim Bannon . I Love A Mystery (1945), The Devil's Mask y The Unknown (ambas de 1946) combinaron historias de misterio de asesinatos poco convencionales con elementos de terror atmosférico.
Chester Morris interpretó a Boston Blackie, un antiguo ladrón de joyas convertido en detective, en catorce películas entre 1941 y 1949. Producidas por Columbia Pictures, muchas eran misterios mezclados con un alivio cómico como Meet Boston Blackie (1941), Boston Blackie Booked on Suspicion (1945), The Phantom Thief (1945) y Boston Blackie's Chinese Venture (1949). Columbia también convirtió el programa de radio Crime Doctor en una serie de películas de misterio protagonizadas por Warner Baxter . La mayoría de ellos siguieron la fórmula estándar de whodunit. Se produjeron diez largometrajes, comenzando con Crime Doctor en 1943 y terminando con Crime Doctor's Diary (1949).
Otra serie popular presentó a George Sanders como el afable Falcon. Dieciséis películas se hicieron desde 1941 hasta 1949. Sanders decidió dejar la serie durante la cuarta entrada, The Falcon's Brother. Su personaje fue asesinado y reemplazado por el hermano de Sanders en la vida real, Tom Conway . El comediante Red Skelton interpretó al detective de radio inepto "The Fox" en un trío de comedias, Whistling in the Dark (1941), Whistling in Dixie (1942) y Whistling in Brooklyn (1943).
Las novelas de detectives "Michael Shayne" de Brett Halliday se convirtieron en una serie de 12 películas de serie B entre 1940 y 1947 (protagonizadas por Lloyd Nolan y más tarde Hugh Beaumont). El igualmente rudo personaje de Mike Hammer de Mickey Spillane fue adaptado al cine con I, the Jury (1953), My Gun is Quick (1957) y la influyente Kiss Me Deadly (1955). Spillane incluso interpretó a Hammer una vez en la película de 1963 The Girl Hunters.
Con Spellbound (1945), el director Alfred Hitchcock creó uno de los primeros thrillers de misterio psicológico. Esta película, junto con Fear in the Night (1947), explora los efectos de la amnesia, la hipnosis y el psicoanálisis. Ambas películas también presentan secuencias de sueños surrealistas que son esenciales para la trama.

#### Detectives provisionales
Una variación del tema que se usa con frecuencia involucra a una persona promedio que de repente se ve obligada a convertirse en detective ad hoc para resolver el asesinato de un amigo o limpiar su propio nombre. Los principales ejemplos incluyen a Jack Oakie en Super-Sleuth (1937), Ella Raines en Phantom Lady (1944), Lucille Ball en The Dark Corner (1946) y Lured (1947), Alan Ladd en The Blue Dahlia y Calcuta. (1947), George Raft en Johnny Angel (1945), June Vincent y Dan Duryea en Black Angel (1946), Humphrey Bogart en Dead Reckoning (1947) y Dick Powell en Cry Danger (1951).
Quizás la última palabra en este subgénero sea D.O.A (1950), donde un hombre agonizando por un veneno de acción lenta tiene que resolver su propio asesinato en las horas que le quedan. Esta película fue rehecha en 1969 como Color Me Dead y nuevamente como D.O.A en 1988.
También entre este grupo, el tema del racismo como motivo de asesinato es central en Crossfire (1947), Bad Day at Black Rock (1954) y A Soldier's Story (1984).

#### Ten Little Indians
La novela de Agatha Christie Ten Little Indians (1939, originalmente Ten Little Niggers, luego cambiada nuevamente a And Then There Were None ) presentó el concepto de un misterioso asesino que se aprovecha de un grupo de extraños atrapados en un lugar aislado (en este caso, Indian Island). Esto se convirtió en And Then There Were None (1945), dirigida por el exiliado francés René Clair. Tres versiones cinematográficas más, todas tituladas Ten Little Indians, se estrenaron en 1965, 1974 y 1989 junto con la película rusa de 1987 Desyat Negrityat.
Esta premisa se ha utilizado innumerables veces, especialmente en películas de terror del género "vieja casa oscura". Algunos ejemplos incluyen Five Dolls for an August Moon (1970) dirigida por Mario Bava, Identity (2003), Mindhunters (2004), películas para televisión (Dead Man's Island, 1996), una miniserie (Harper's Island, 2009), y episodios de televisión como The Avengers ("The Superlative Seven"), The Wild Wild West ("The Night of The Tottering Tontine") ambos de 1967 y Remington Steele ("Steele Trap") en 1982.

### Renacimiento y era revisionista: 1960-1970
Las décadas de 1960 y 1970 vieron un resurgimiento neo-noir de la película detectivesca dura (y el drama policial descarnado), basado en las películas clásicas del pasado. Estos se dividen en tres categorías básicas: actualizaciones modernas de películas y novelas antiguas, películas de época ambientadas en las décadas de 1930 y 1940, y nuevas historias de detectives contemporáneas que rinden homenaje al pasado.

#### Clásicos hechos contemporáneos
El veterano detective privado Philip Marlowe regresó como un detective moderno en Marlowe (1969), interpretado por James Garner (basado en The Little Sister de Chandler), y en la revisionista The Long Goodbye (1973) de Robert Altman, interpretada por Elliott Gould . Robert Mitchum interpretó a Marlowe en la nueva versión de The Big Sleep (1978) ambientada en el Londres contemporáneo. Paul Newman interpreta a un Lew Archer modernizado (cambiado a Harper) en Harper (1966) y The Drowning Pool (1976), basado en las novelas de Ross Macdonald de 1949-1950.
Craig Stevens repitió su papel como el afable detective privado Peter Gunn en Gunn (1967), una actualización sesentera de su atmosférica serie de televisión de cine negro Peter Gunn (1958-1961). Bulldog Drummond regresó como un detective contemporáneo en Deadlier Than the Male (1967) y Some Girls Do (1969). Ambas películas fueron producidas con el estilo extravagante de una historia de espionaje de James Bond. La nueva versión de I, the Jury (1982) trajo de vuelta a Mike Hammer (revivido nuevamente en la serie de televisión de 1984–87, Mike Hammer de Mickey Spillane). Kiss Kiss Bang Bang (2005) es una adaptación modernizada de la novela Bodies Are Where You Find Them de Brett Halliday de Michael Shayne de 1941.
La anticuada fórmula de novela policíaca de la década de 1930 recibió una nueva actualización en The List of Adrian Messenger (1963), Sleuth (1972), The Last of Sheila (1973) y la comedia ¿Quién está matando a los grandes chefs de Europa? (1978).
Las primeras películas de Brian De Palma incluyen la comedia slasher Murder a la Mod (1968), las hermanas inspiradas en Hitchcock (1973) y Obsession (1976), una nueva versión del clásico Vértigo de Hitchcock de 1958. La influencia de Hitchcock surgió en varios thrillers franceses, especialmente en The Champagne Murders (1967) dirigida por Claude Chabrol y La novia vestida de negro (1968) de François Truffaut.

#### Películas de época
Las muchas películas de época ambientadas en las décadas de 1930 y 1940 están lideradas por el clásico Chinatown (1974) de Roman Polanski, protagonizado por Jack Nicholson y su secuela tardía, The Two Jakes (1990), que también dirigió Nicholson. Robert Mitchum interpretó a Marlowe por primera vez en Farewell, My Lovely (1975), quizás la adaptación más fiel de este libro tantas veces filmado. The dark Chandler (1972) está ambientada en la década de 1940 pero no tiene nada que ver con los escritos de Raymond Chandler. El alegre Peeper (1975) está ambientado en la década de 1940 en Los Ángeles. La película para televisión Goodnight, My Love (1972) con Richard Boone y dos series de televisión de corta duración, Banyon (1972–73) y City of Angels (1976) también se ambientaron en la década de 1930 y rinden homenaje a Sam Spade / Philip Marlowe. modelo. ¿Y la película para televisión Who Is the Black Dahlia? (1975) recrea el verdadero caso de asesinato sin resolver de 1947.
Las elegantes Murder on the Orient Express (1974) y Death on the Nile (1978) de Agatha Christie fueron producciones lujosas y coloridas ricas en detalles de la década de 1930. Anteriormente, una serie de misterios alegres de Miss Marple se adaptaron libremente de las novelas de Christie. Margaret Rutherford protagonizó Murder, She Said (1961), Murder Most Foul (1964), Murder Ahoy! (1965), e hizo un cameo humorístico como Marple en el misterio de Hercule Poirot The Alphabet Murders (1965).
El siempre verde Sherlock Holmes recibió un tratamiento revisionista en The Private Life of Sherlock Holmes (1970) de Billy Wilder. En The Seven Percent Solution (1976), el propio Dr. Sigmund Freud cura a Holmes de su adicción a las drogas. Y dos películas, A Study in Terror (1965) y Murder by Decret (1979), que incluye escenas de espeluznante sangre, colocan a Holmes en la búsqueda del misterioso asesino en serie de la vida real Jack el Destripador. La adaptación definitiva y más fiel de las historias originales la realizó la serie de televisión británica The Adventures of Sherlock Holmes, protagonizada por Jeremy Brett como Holmes y David Burke como Watson, en 41 episodios que se desarrollaron entre 1984 y 1994.
Las películas posteriores de Holmes son a menudo invenciones que tienen poco o nada que ver con las historias originales de Arthur Conan Doyle, como Young Sherlock Holmes (1985), producida por Amblin Entertainment de Steven Spielberg, que pone al detective adolescente en una historia de acción y aventuras. repleto de efectos especiales generados por computadora. La reinvención de Holmes ha continuado, como lo demuestra la renovada serie de gran presupuesto de Warner Bros. dirigida por Guy Ritchie. En Sherlock Holmes (2009) y Sherlock Holmes: Juego de sombras (2011), el detective cerebral (interpretado por Robert Downey Jr.) se transforma en un héroe de acción atlético (y romántico) en una versión de fantasía steampunk de la Inglaterra victoriana.

#### La nueva ola
La nueva ola de películas de detectives modernas bien puede comenzar con la poco convencional Alphaville (1965) de Jean-Luc Godard, con su tradicional detective privado de impermeable y sombrero de fieltro ubicado en una historia futurista basada en la ciencia ficción. La película es en parte homenaje, en parte parodia del género detectivesco. Godard siguió esto con Made in U.S.A (1966), una especie de misterio de asesinato irónico y poco convencional que hace una ligera referencia al clásico de Howard Hawks The Big Sleep.
Frank Sinatra es un cínico, al estilo de Bogart, en Tony Rome (1967) y su secuela Lady in Cement (1968), y un duro investigador policial en The Detective (1968). John D. MacDonald escribió 21 novelas de Travis McGee, pero solo se filmó una, Darker than Amber (1970). George Peppard es un detective privado tradicional en P.J. (1968). Kirk Douglas es un ex policía convertido en detective privado/guardaespaldas en A Lovely Way to Die (1968), más alegre. Robert Culp y Bill Cosby son detectives privados desafortunados en la pesimista y violenta Hickey & Boggs (1972). Burt Reynolds interpreta a un irónico Shamus (1973), y Burt Lancaster es un policía retirado convertido en detective en The Midnight Man (1974). Dos de los mejores ejemplos están protagonizados por Gene Hackman en The Conversation (1974) y Night Moves (1975).
La industria de las películas B de blaxploitation adoptó el formato estándar de detective privado para varios misterios de acción como Trouble Man (1972), Black Eye (1974), Sheba, Baby (1975) protagonizada por Pam Grier y Velvet Smooth (1976).
Brick (2005), escrita y dirigida por Rian Johnson, es un homenaje único que bordea la parodia que trae el diálogo conciso y lleno de jerga de Raymond Chandler a una escuela secundaria de California moderna donde un detective adolescente investiga un asesinato relacionado con una droga. anillo.
Los dramas de detectives policiales notables de la época incluyen la película francesa The Sleeping Car Murders (1965), In the Heat of the Night (ganadora de cinco premios de la Academia, incluida la de Mejor Película en 1967), Bullitt, Madigan (ambas de 1968), Klute (1971), Electra Glide in Blue (1973), y dos no misterios: Dirty Harry y The French Connection (ambas de 1971). The Parallax View (1974) es el primer misterio de asesinato estructurado en torno a asesinatos políticos y conspiraciones de alto nivel en Estados Unidos.

#### Misterios de pérdida de memoria
El uso de la amnesia como elemento central de la trama en los misterios comenzó en 1936 con Two in the Dark (rehecha como Two O'Clock Courage, 1945), seguida de Crossroads (1942) protagonizada por William Powell, Crime Doctor (1943), The Power of the Whistler (1945) y En algún lugar de la noche (1946).
En la década de 1960, las historias de amnesia tuvieron un resurgimiento en el género de misterio y suspenso. Aquí, el protagonista pierde sus recuerdos preexistentes después de algún trauma mental o físico y se embarca en una búsqueda para recuperar su identidad. Al mismo tiempo, se encuentra en el centro de una misteriosa conspiración que involucra asesinato, espionaje o ambos. Las películas en esta categoría incluyen Mirage con Gregory Peck, The Third Day protagonizada por George Peppard, la película británica Hysteria de Hammer Films (todas de 1965), Mister Buddwing (1966) con James Garner y Jigsaw (1968), una nueva versión de Mirage.
Al mismo tiempo, la historia del héroe tiene amnesia se convirtió en un cliché de televisión de uso frecuente. Hubo dos series, el western A Man Called Shenandoah (1965-1966) y el drama contemporáneo Coronet Blue (filmado en 1965, transmitido en 1967), ambos sobre un hombre sin recuerdos. Numerosos dramas criminales, programas de aventuras y comedias presentaban episodios en los que el personaje principal tiene amnesia temporal. Estos incluyen The Addams Family, The Munsters (ambos de 1965), The Man from U.N.C.L.E (1966), Get Smart (1967), The Wild Wild West, The Big Valley, Star Trek (todos de 1968), It Takes a Thief (1969), The Mod Squad (1971), Hawaii Five-O (1972), Gunsmoke (1973) y Los ángeles de Charlie (1978). A fines de la década de 1970, este dispositivo de la trama, ahora gastado en tiendas, quedó inactivo una vez más hasta que resurgió en una avalancha de thrillers de misterio en la década de 1990 (consulte la sección de suspenso psicológico a continuación).

#### Thriller italiano de Giallo
En Italia, un nuevo tipo de thriller controvertido basado en el terror llamado película Giallo (que comenzó en la década de 1960) se convirtió en un género popular e influyente a principios de la década de 1970. Estas películas, que a menudo contienen elementos de terror gótico, generalmente involucran a personas comunes obligadas a resolver una serie de extraños asesinatos. (Los procedimientos policiales generalmente pertenecen al género hermano Krimi, un ciclo alemán inspirado en las novelas de Edgar Wallace). Las historias tienden a centrarse en una serie de espeluznantes secuencias de asesinatos con impactante gore estilo grand guignol, a veces mezclado con erotismo sádico (las víctimas a menudo son mujeres hermosas). Los villanos suelen ser misteriosos asesinos en serie psicópatas (a menudo con máscaras o disfraces) que finalmente son perseguidos por la policía y/o una persona promedio convertida en detective. La primera película importante de este género es Blood and Black Lace (1964) dirigida por Mario Bava.
Algunos ejemplos que siguen un formato de misterio de asesinato estándar incluyen Five Dolls for an August Moon (1970) de Mario Bava, tres del director Dario Argento : The Cat o 'Nine Tails, Four Flies on Grey Velvet (ambos de 1971) y Deep Red ( 1975), así como A Lizard in a Woman's Skin (1971), The Strange Vice of Mrs. Wardh (1971), Vientre negro de la tarántula (1971), ¿Quién la ha visto morir? (1972), Cosa avete fatto a Solange? (1972), Casa d'appuntamento (también conocida como Los asesinatos sexuales franceses, 1972) y La reina roja mata siete veces (1972).
El estilo Giallo ha tenido una influencia duradera en las películas de terror en general, así como en los subgéneros slasher y splatter que pronto seguirían. Los primeros ejemplos de esta influencia se pueden ver en el Circus of Fear (1966), basado en una novela de Edgar Wallace, Berserk! (1967), y los thrillers de misterio estadounidenses No Way to Treat a Lady (1968), Klute (1971), Pretty Maids All in a Row (1971), basada en una novela italiana, Eyes of Laura Mars (1978), y El frenesí de Hitchcock (1972).

#### De Blowrup a Blow Out
Una película de misterio se destaca en una categoría por sí misma. La provocativa Blowrup (1966) de Michelangelo Antonioni es una novela policíaca única que simboliza el hedonismo sin rumbo de la década de 1960. Un fotógrafo londinense en movimiento descubre pistas sobre un asesinato, pero resolver el crimen se vuelve irrelevante en una sociedad en la que a nadie realmente le importa. Esto contrasta fuertemente con el final de The Maltese Falcon donde Sam Spade resuelve el asesinato de su compañero, Miles Archer. Sacrifica a la mujer de la que se ha enamorado, no porque le gustara Archer (no lo era), sino porque es lo correcto.
En 1981, Brian De Palma rehízo esto como Blow Out, convirtiéndolo en un thriller político más tradicional. En el comentario de audio del DVD de The Conversation, el director Francis Ford Coppola reveló que Blowup fue una importante fuente de inspiración para esa película.
Electra Glide in Blue (1973) es otro raro ejemplo de una trama de asesinato y misterio utilizada como vehículo para una historia sobre temas más importantes. En este caso, el desencanto y la muerte de los sueños y el idealismo en un mundo lleno de inmoralidad.

### La década de 1980 hasta el presente
Desde mediados de la década de 1970, solo se han producido un puñado de películas con detectives privados. Estos incluyen I, the Jury, Angel Heart, Hollywood Harry, The Two Jakes, Devil in a Blue Dress, Pure Luck, Bajo sospecha, Twilight with Paul Newman y Gone Baby Gone de Ben Affleck.
Los cuentos originales de Philip Marlowe de Raymond Chandler de los años 30 (que más tarde amplió a novelas) fueron adaptados por la red de cable HBO en once episodios de una hora para televisión por cable. La serie Philip Marlowe: Private Eye (1983–1986), protagonizada por Powers Boothe como el detective empedernido.
A las películas con mujeres detectives no les ha ido bien. Kathleen Turner como el detective privado VI Warshawski (1991), iba a ser el comienzo de una nueva franquicia basada en la serie de libros de Sara Paretsky, pero la película fue un fracaso de taquilla. Los planes para convertir las novelas de Honey West en una película han estado dentro y fuera de desarrollo durante más de una década sin una película a la vista.
Desde 1980, se han estrenado diez películas basadas en las siempre populares novelas de Agatha Christie. Dos con el excéntrico detective Hercule Poirot, Evil Under the Sun (1982), Cita con la muerte (1988), y uno con Miss Marple The Mirror Crack'd (1980). La propia Christie se convirtió en el tema de una película de misterio en Agatha de 1979, protagonizada por Vanessa Redgrave. La película era una especulación ficticia sobre su famosa desaparición de 11 días en 1926.

#### Misterios militares y procedimientos policiales
Los misterios de asesinatos complejos relacionados con militares comenzaron con Crossfire (1947). Ejemplos más recientes incluyen A Soldier's Story (1984), No Way Out (1987), The Presidio (1988), A Few Good Men (1992), Courage Under Fire (1996), The General's Daughter (1999) y Basic (2003).
La película de procedimientos policiales, a menudo con un final inesperado, también se ha mantenido como un formato vital con Cruising (1980), Gorky Park (1983), Tightrope (1984), The Dead Pool (1988), Mississippi Burning (1988), Mortal Thoughts (1991), Rising Sun (1993), Striking Distance (1993), The Usual Suspects (1995), Lone Star (1996), Under Suspicion (2000), Blood Work (2002), Mystic River (2003), Mindhunters (2004), In the Valley of Elah (2007) y Righteous Kill (2008).
El thriller político que involucra asesinatos, encubrimientos y conspiraciones de alto nivel está representado por películas como JFK (1991), Murder at 1600 (1997), Enemy of the State (1998), State of Play (2009) y Madras Café (2013).

#### Terror y suspenso
En la década de 1990 y principios de la de 2000, muchas películas de terror y suspenso comenzaron a mezclar misterio y suspenso en historias centradas en asesinos en serie inteligentes y sociópatas o varios sucesos sobrenaturales misteriosos. Las novelas de Hannibal Lecter de Thomas Harris han inspirado cuatro películas, Manhunter (1986), la ganadora del Premio de la Academia The Silence of the Lambs (1991), Hannibal (2001) y Red Dragon (2002).
Otras películas en las que se produce esta mezcla son When the Bough Breaks (1994), Seven (1995), Kiss the Girls (1997), adaptada de la novela de James Patterson, The Bone Collector (1999), Mercy (2000), Along Came a Spider (2001), también de Patterson, Insomnia (2002) y Taking Lives (2004).
La película Zodiac de 2007 es un relato de la búsqueda real de un asesino en serie en el área de San Francisco a fines de la década de 1960 y principios de la de 1970. Los asesinatos en serie contemporáneos de la vida real se han retratado en El asesino del alfabeto, Ed Gein, Gacy, Ted Bundy y Dahmer . La película de época francesa El pacto de los lobos (2001) examina una serie de asesinatos que tuvieron lugar en Francia en el siglo XVIII.
En muchas películas de misterio modernas, los personajes cotidianos (como padres, madres, adolescentes, empresarios, etc.) se ven arrastrados a un conflicto peligroso o a una situación misteriosa, ya sea por el destino o por su propia curiosidad. Los elementos comunes en estas historias incluyen la búsqueda de una persona desaparecida (un amigo o familiar) como en Flightplan (2005) con Jodie Foster, mientras se está rodeado de pistas falsas, espionaje, conspiraciones criminales o políticas y amigos/parientes con un pasado secreto. o una doble vida.
Tales películas incluyen los misterios de terror Scream y sus secuelas (1996–2011), la franquicia Saw (2004–2010), El orfanato (2006), What Lies Beneath (2000), Cry Wolf (2005), Devil (2010), The Ring (2002) y los thrillers de misterio La ventana secreta (2004), El maquinista (2004), The Forgotten (2005), The Number 23 (2006), e Identidad (2003).
La trama de amnesia retrógrada también resurgió en una nueva ola de misterios donde descubrir la verdadera identidad y/o historia del personaje principal forma el núcleo de la historia. Los principales ejemplos incluyen: A la mañana siguiente (1986), Shattered (1991), The Long Kiss Goodnight (1996), Memento (2000), la serie de películas de Bourne (2002-2012) y Shutter Island (2010). La altamente estilizada Dead Again (1991) de Kenneth Branagh rinde homenaje a Hitchcock y Orson Welles en una compleja historia de amnesia, hipnosis y reencarnación. También hay películas de suspenso de ciencia ficción como Total Recall (1990), rehecha en 2012, y Paycheck (2003) que se centran en la pérdida de memoria inducida por la tecnología.

#### Películas de época revisionista
Las historias de detectives de la policía de Los Ángeles ambientadas en las décadas de 1940 y 1950 regresaron, con un toque más duro y paralelos ocasionales con temas contemporáneos, en Mulholland Falls (1996) y L.A. Confidential (1997), que fue nominada a nueve premios de la Academia y ganó dos. Tanto Confesiones verdaderas (1981) como La dalia negra (2006) de De Palma se basan en un caso real de asesinato sin resolver en Hollywood de 1947. Hollywoodland (2006) explora la misteriosa muerte en 1959 del actor George Reeves, interpretado por Ben Affleck.
La última novela inacabada de Raymond Chandler, Poodle Springs, de 1958, fue completada por otro autor y convertida en una película por cable de HBO en 1998. Ambientada en 1963, está protagonizada por James Caan como Philip Marlowe.
Entre las pocas comedias de misterio basadas en la nostalgia se encuentran Clue (1985), inspirada en un juego de mesa, ambientada en 1954, y Radioland Murders (1994), que recrea la era de los programas de radio antiguos y rinde homenaje a las comedias locas de los años 30. Dark and Stormy Night (2009) de Larry Blamire, ambientada en 1930, se burla de los personajes clichés y los elementos de la trama de los misterios de asesinatos antiguos de la "vieja casa oscura".
Devil in a Blue Dress (1995), ambientada en Los Ángeles c. 1948, presenta a un detective privado afroamericano. La película captura la atmósfera de las duras historias de detectives del pasado, así como el clima racial de la época.
Cerrando el círculo, la nostálgica Gosford Park (2001) de Robert Altman, ambientada en una mansión inglesa en 1932, es una historia original que revive el antiguo formato de misterio de asesinato.

## Películas de misterio notables
En 2008, el American Film Institute clasificó las 10 mejores películas de misterio de todos los tiempos:
| #  | Película              | Año  |
| -- | --------------------- | ---- |
| 1  | Vértigo               | 1958 |
| 2  | Chinatown             | 1974 |
| 3  | La ventana indiscreta | 1954 |
| 4  | Laura                 | 1944 |
| 5  | El tercer hombre      | 1949 |
| 6  | El halcón maltés      | 1941 |
| 7  | North by Northwest    | 1959 |
| 8  | Terciopelo azul       | 1986 |
| 9  | Dial M for Murder     | 1954 |
| 10 | The Usual Suspects    | 1995 |

## Mezclas de géneros: terror, fantasía, ciencia ficción, histórico
En las décadas de 1970 y 1980, las historias de misterio y detectives comenzaron a aparecer en otros géneros, a veces como el dispositivo de encuadre para una película de terror, fantasía o ciencia ficción o ubicadas en un período de tiempo anterior no tradicional.
- Hec Ramsey, una serie de televisión de 1972–74 protagonizada por Richard Boone como un detective tipo Sherlock Holmes en el Viejo Oeste a principios del siglo XX.
- Las películas de ciencia ficción Cuando el destino nos alcance (1973), Outland (1981), Minority Report (2002) y Yo, robot (2004) involucran a detectives de la policía futuristas que resuelven un asesinato que conduce a una conspiración mayor.
- La montaña embrujada (1975), Los pequeños extraterrestres (1978) y La montaña embrujada (2009), creadas por Alexander Key y producidas por The Walt Disney Company, tratan sobre dos niños de otro mundo en busca de sus orígenes.
- La reencarnación de Peter Proud (1975), historia de detectives sobrenatural sobre un hombre que resuelve su propio asesinato de una vida anterior.
- Eyes of Laura Mars (1978) es un thriller de misterio y asesinato inspirado en Giallo que involucra lo paranormal.
- Looker (1981), una película de misterio y asesinato de ciencia ficción que involucra tecnología informática futurista.
- Blade Runner (1982), un clásico de ciencia ficción neo-noir ambientado en el futuro. Esto es lo que más se acerca a capturar el espíritu de Marlowe de Raymond Chandler con la sardónica narración en off de Harrison Ford .
- El nombre de la rosa (1986), de la novela de Umberto Eco, presenta a un monje Sherlock Holmsian del siglo XIII. La serie de misterios televisivos Cadfael de la era medieval también tomó la forma de ficción histórica.
- Angel Heart (1987), ambientada en 1948, comienza como una historia de detectives retro, pero pronto se convierte en una historia de terror sobrenatural. Twin Peaks: Fire Walk With Me (1992), y la serie de televisión de culto de la que esta es una precuela, también combina el trabajo forense de misterio y asesinato con el horror sobrenatural.
- Alien Nation (1988), un procedimiento policial de misterio y asesinato en un escenario de ciencia ficción. Una raza de extraterrestres varados debe coexistir con humanos en la Tierra en un futuro cercano. La historia utiliza extraterrestres para explorar los temas de la xenofobia, la explotación y el racismo.
- Faceless (1988) es un sangriento misterio de terror privado de Jess Franco .
- Cast a Deadly Spell (1991) es una película por cable con gumshoe Harry P. Lovecraft (una referencia al autor de terror / fantasía HP Lovecraft ) ambientada en una versión de fantasía de Los Ángeles de 1948 donde abundan la brujería y el vudú. A esto le siguió Witch Hunt en 1994, un simulacro de fantasía / misterio ambientado en 1953. El detective privado Lovecraft (Dennis Hopper) descubre brujería y asesinato en Hollywood.
- Lord of Illusions (1995), historia de terror sobrenatural de Clive Barker con el investigador privado de Nueva York Harry D'Amour, quien tiene afinidad por lo oculto.
- Sleepy Hollow (1999), ambientada en 1799, presenta a un policía que utiliza métodos científicos holmsianos y ciencia forense para resolver una serie de asesinatos en esta película de terror y fantasía de Tim Burton.
- Las películas de Harry Potter (2001-2011) son historias de fantasía que contienen muchos misterios sobre los personajes principales, especialmente en las tres primeras entradas: La piedra filosofal (2001), La cámara secreta (2002) y El prisionero de Azkaban (2004).
- The Ring (2002) es un misterio de terror en el que una reportera llamada Rachel Keller investiga los orígenes de una cinta de video maldita que amenaza con quitarle la vida.
- El misterio de Wells (2003), un misterio de asesinato ambientado en la Inglaterra medieval.
- Alguien detrás de ti (2007), es un thriller sobrenatural / misterio de asesinato de Corea del Sur basado en un cómic.
- Yesterday Was a Lie (2008), misterio detectivesco en blanco y negro neo-noir que combina ciencia fantástica y cine negro.
- The Wisdom Tree (2013), es una película independiente que mezcla ciencia ficción con misterio y misticismo, arte y música.
- Friend of the World (2020), es una película de arte que fusiona la comedia negra con la ciencia ficción, el misterio y el terror

## Parodias y homenajes
- Who Done It? (1942), una comedia de Abbott y Costello, es una de las primeras parodias cinematográficas del género.
- Lady on a Train (1945) es una comedia de misterio y asesinato protagonizada por Deanna Durbin que también satiriza el cine negro.
- En My Favorite Brunette (1947), Bob Hope es un cobarde fotógrafo de bebés al que confunden con un detective privado (interpretado por Alan Ladd en un breve cameo). Más tarde ese año, The Bowery Boys lanzó Hard Boiled Mahoney con la misma trama de identidad equivocada.
- Abbott and Costello Meet the Invisible Man (1951), A&C son detectives que intentan salvar a un hombre incriminado por mafiosos.
- Private Eyes (1953), Los Bowery Boys abren una agencia de detectives después de que Sach desarrolla la capacidad de leer la mente.
- Los cineastas de explotación sexual de Grindhouse también falsificaron el género. Nature's Playmates (1962) es una de las muchas películas de "nudie-cutie" del productor de explotación HG Lewis. Una hermosa detective privada recorre los campamentos nudistas de Florida en busca de un hombre desaparecido con un tatuaje distintivo. Surftide 77 (1962) parodió la serie de detectives de televisión Surfside 6 (1960-1962). Take It Out In Trade (1970) es la versión porno softcore de Ed Wood de las películas de Philip Marlowe. Cry Uncle! (1971) es otra comedia sexual inspirada en películas antiguas de detectives privados. Ginger (1971), The Abductors (1972) y Girls Are for Loving (1973) son comedias de explotación sexual suave que presentan a Cheri Caffaro como la dura detective privada Ginger. Inglaterra también produjo la comedia sexual Adventures of a Private Eye (1977).
- La pantera rosa (1964) es la primera de una serie de comedias que presentan a Peter Sellers como el torpe Inspector Clouseau.
- They Might be Giants (1971) está protagonizada por George C. Scott como un paciente mental que cree que es Sherlock Holmes. Él y su psiquiatra (Dr. Watson) emprenden una odisea tipo Don Quijote por Nueva York.
- Gumshoe (1971) es una comedia policíaca sobre un hombre tan inspirado por las películas de Bogart que decide hacer de detective privado.
- The Black Bird (1975), Secuela de la comedia criticada por la crítica de El halcón maltés protagonizada por George Segal como Sam Spade Jr. y Elisha Cook Jr. retomando su papel de Wilmer Cook.
- The Adventure of Sherlock Holmes' Smarter Brother (1975), una comedia de Gene Wilder.
- Murder by Death (1976) es la amplia parodia de películas de misterio de Neil Simon y Sam Spade, Charlie Chan y Miss Marple. A esto le siguió The Cheap Detective (1978), una parodia aún más amplia protagonizada por Peter Falk como un detective privado al estilo de Bogart.
- The Late Show (1977), la peculiar historia de detectives contemporánea es en gran medida un tributo afectuoso a la era clásica de Hammett/Chandler.
- Un trío de comedias de Chevy Chase, Foul Play (1978), Fletch (1985) y Fletch Lives rinde homenaje a las películas de detectives antiguas y a Hitchcock.
- The Man with Bogart's Face (1980),a un detective le cambia la cara y se ve envuelto en un misterio que se parece a El halcón maltés.
- The Private Eyes (1980) es una comedia de detectives con Tim Conway y Don Knotts.
- Dead Men Don't Wear Plaid (1982), Ambientado en la década de 1940 y filmado en blanco y negro, Steve Martin interpreta a un detective empedernido tradicional que interactúa con clips de películas antiguas en la farsa de cine negro de cortar y pegar de Carl Reiner.
- Hammett (1982), relato ficticio de Dashiell Hammett involucrado en misterios reales que inspiraron sus novelas.
- Trenchcoat (1983), comedia sobre una escritora de misterio que tiene que resolver un crimen real.
- Clue (1985), ambientada en 1956, una parodia de novela policíaca de época basada en el popular juego de mesa.
- The Singing Detective (1986), una miniserie británica sobre un escritor de misterio llamado Philip Marlow que está confinado en una cama de hospital. Allí cobran vida sus vívidas fantasías de ser un gamberro anticuado. Posteriormente se rehízo como largometraje The Singing Detective en 2003.
- En 1987, Robert Mitchum fue el presentador invitado de Saturday Night Live, donde interpretó a Philip Marlowe por última vez en el sketch de parodia, "Death Be Not Deadly". El programa también mostró un cortometraje que hizo llamado Out of Gas, una secuela simulada de su clásico de 1947 Out of the Past. Jane Greer repitió su papel de la película original.
- Without a Clue (1988) comedia sobre un actor (Michael Caine) contratado para hacerse pasar por Sherlock Holmes.
- The Naked Gun (1988) y sus secuelas presentan a Leslie Nielsen como un teniente de policía inepto.
- The Gumshoe Kid (1990), un adolescente obsesionado con Bogart tiene la oportunidad de ser detective en esta comedia clasificada R con Tracy Scoggins.
- A Low Down Dirty Shame (1994), comedia con Keenen Ivory Wayans como un detective privado.
- The Naked Detective (1996), una parodia softcore clasificada R del cine negro con la modelo/actriz fetichista Julia Parton.
- La franquicia de Scream (1996-), que es una sátira del género de terror, tiene elementos pesados de los géneros de detectives, misterio y ficción criminal, y a menudo es autorreferencial.
- A Gun, a Car, a Blonde (1997), la fantasía de un parapléjico (filmada en blanco y negro) de ser un duro detective privado en un mundo de cine negro de los años 50.
- Brown's Requiem (1998), historia de detectives basada en la primera novela Chandleresca de James Ellroy.
- Zero Effect (1998) actualiza el concepto de Sherlock Holmes con un detective que es brillante cuando trabaja en un caso, pero un cretino desagradable cuando no está de servicio.
- Where's Marlowe? (1998) drama sobre cineastas que siguen a un detective privado de L.A. de bajo nivel.
- La nostalgia de Woody Allen por el cine negro, los misterios y la personalidad de tipo duro de Bogart es evidente en Play it Again, Sam (1972), Manhattan Murder Mystery (1993), The Curse of the Jade Scorpion (2001) y Irrational Man (2015).
- Twilight (1998), Paul Newman protagoniza esta historia anticuada de detectives privados que recuerda a películas anteriores del género, así como a sus dos películas de Lew Harper.
- I Heart Huckabees (2004) una comedia filosófica poco convencional involucra a dos "detectives existenciales" (Dustin Hoffman y Lily Tomlin) contratados para descubrir el significado de la vida.
- Broken Lizard's Club Dread (2004) es una película de misterio y asesinato que parodia películas slasher.
- Kiss Kiss Bang Bang (2005), comedia de género negro inspirada en la ficción detectivesca dura y la cultura insulsa de Los Ángeles.
- A Prairie Home Companion (2006), La película del programa de radio de Garrison Keillor presenta al personaje recurrente Guy Noir, un detective empedernido al estilo de Chandler cuyas aventuras siempre desembocan en una farsa.
- En el episodio 11 de la temporada 6 de Married... with Children, Al Bundy sueña que es un detective privado que está siendo incriminado por el asesinato del padre de una mujer rica
- Dark and Stormy Night (2009), cariñosa parodia de la "vieja casa oscura" ambientada en la década de 1930.

## Detectives de películas
Las películas de misterio han retratado a varios detectives de ficción notables. La mayoría de estos personajes aparecieron por primera vez en novelas serializadas.
| Detectives          | Autor/Creador                     | Primera película                               |
| ------------------- | --------------------------------- | ---------------------------------------------- |
| Lew Archer          | Ross Macdonald                    | Harper (1966)                                  |
| Boston Blackie      | Jack Boyle                        | Boston Blackie's Little Pal (1918)             |
| Torchy Blane        | Federico Nebel                    | Smart Blonde (1937)                            |
| Charlie Chan        | Conde Derr Biggers                | The House Without a Key (1926)                 |
| Nick y Nora Charles | Dashiell Hammett                  | La cena de los acusados (1934)                 |
| Alex Cross          | James Patterson                   | Kiss the Girls (1997)                          |
| Hugh Drummond       | Herman Cyril McNeile              | Bulldog Drummond (1922)                        |
| Mike Hammer         | Mickey Spillane                   | I, the Jury (1953)                             |
| Nancy Drew          | Carolyn Keene                     | Nancy Drew. . detective (1938)                 |
| Sherlock Holmes     | Sir Arthur Conan Doyle            | Sherlock Holmes Baffled (1900)                 |
| Michael Lanyard     | Luis José Vance                   | The Lone Wolf (1917)                           |
| Felipe Marlowe      | Raymond Chandler                  | Murder, My Sweet (1944)                        |
| Miss Marple         | Agatha Christie                   | Murder, She Said (1961)                        |
| Mr. Moto            | John Phillips Marquand            | Think Fast, Mr. Moto (1937)                    |
| Hércules Poirot     | Agatha Christie                   | Alibi (1931)                                   |
| Ellery Queen        | Frederick Dannay y Manfred B. Lee | The Spanish Cape Mystery (1935)                |
| Easy Rawlins        | Walter Mosley                     | Devil in a Blue Dress (1995)                   |
| Michael Shayne      | Brett Halliday                    | Michael Shayne, detective privado (1940)       |
| Sam Spade           | Dashiell Hammett                  | El halcón maltés (1931)                        |
| Simon Templar       | Leslie Charteris                  | The Saint in New York (1938)                   |
| Dick Tracy          | Chester Gould                     | Dick Tracy (1937)                              |
| Philo Vance         | S. S. Van Dine                    | El caso del asesinato de Canarias (1929)       |
| Bruce Wayne         | Bob Kane                          | Batman (1943)                                  |
| Hildegarde Withers  | Stuart Palmer                     | El asesinato de la piscina de pingüinos (1932) |
| Nerón Wolfe         | Rex Stout                         | Meet Nero Wolfe (1936)                         |
| James Lee Wong      | Hugh Wiley                        | Sr. Wong, detective (1938)                     |